# Joseph Alexandre Renoir
Pour les articles homonymes, voir Renoir.
Joseph Alexandre Renoir, né en Espagne le  9 mai 1811 et mort à Paris le 28 décembre 1854, est un sculpteur français.

## Biographie
Joseph Alexandre Renoir naît en Espagne avant le mariage de ses parents, où son père, Louis Renoir, militaire maréchal des Logis au 10e régiment de dragons, se trouve en garnison en 1811. À son retour en France l'année suivante, l'enfant est enregistré par acte notarié passé à Agen le 12 mars 1812 et Louis Renoir se marie à Toul trois ans plus tard avec Marie Magdeleine Wahl ; c'est à cette occasion que les parents reconnaissent et légitiment Joseph Alexandre ainsi qu'un autre enfant né à Toul en février de cette même année.
Joseph Alexandre Renoir suit l’enseignement de Jules Ramey et de James Pradier. Il expose pour la première fois au Salon en 1847. Il remporta une médaille de troisième classe en 1852.

## Œuvres
- Stations du Calvaire, cycle de la Passion, bas-reliefs en plâtre, Lestelle-Bétharram (Pyrénées-Atlantiques), sanctuaire de Notre-Dame de Bétharram.
- Vierge du Beau Rameau, 1845, statue en marbre, Lestelle-Bétharram, sanctuaire de Notre-Dame de Bétharram.
- Christ évangélisant, Salon de 1847, groupe en plâtre.
- Euclide, 1848, buste en plâtre.
- Horace enfant, Salon de 1850, marbre, musée des Augustins de Toulouse[4].
- Ève couchée, Salon de 1852, marbre, Amiens, musée de Picardie.
- Didon, Salon de 1853, marbre.
- Bérénice, plâtre, Gray, hôtel de ville[3]. Marbre présenté à l'Exposition universelle de 1855.
- L’Étude, 1855, pierre, Paris, palais du Louvre, décor des façades est et sud sur la cour Napoléon[5].